# エスコート (駆逐艦)
|          | |
| 艦歴     | |
| 発注     | |
| 起工     | 1933年3月30日 |
| 進水     | 1934年3月29日 |
| 就役     | 1934年10月30日 |
| 退役     | |
| その後   | 1940年7月11日に戦没 |
| 除籍     | |
| 性能諸元 | |
| 排水量   | 1,350トン |
| 全長     | 100.28m |
| 全幅     | 10.12m |
| 吃水     | 2.57m |
| 機関     | アドミラリティ式ボイラー 3缶 パーソンズ式ギヤードタービン 2基 2軸推進、38,000 shp                                             |
| 最大速   | 36ノット |
| 乗員     | 145名 |
| 兵装     | 119 mm Mark IX 単装砲 4門 12.7mm Mark III 四連装機銃 2基 533 mm 四連装魚雷発射管 2基 爆雷20発 爆雷投射機 2基 爆雷投下軌条 1軌 |

エスコート (HMS Escort, H66) はイギリス海軍の駆逐艦。E級。

## 艦歴
1931年の建造計画で1932年11月1日にグリーノックのスコッツ社に発注。1933年3月30日に起工、1934年3月29日に進水。1934年10月30日に就役し、兵装などの政府が供給するものを除いた建造費用は24万9587ポンドであった。就役後本国艦隊の第5駆逐艦戦隊に配属され、1935年1月から3月の間は西インド諸島に派遣された。それから3月27日から4月30日までシエネスで修理。アビシニア危機の間1935年9月から1936年3月まで地中海艦隊に所属。シエネス滞在中「エスコート」は閘門に衝突し、9月5日まで修理に要した。スペイン内戦時は1939年3月24日まで不干渉委員会の布告を実施するためスペイン海域を巡回し、それからイギリスに戻った。帰国後「エスコート」は予備艦隊の軽巡洋艦「カレドン」の補給船となったが、8月2日に再就役して第12駆逐艦戦隊に配属された。
9月3日、「エスコート」と駆逐艦「エレクトラ」はドイツ潜水艦「U30」に撃沈された客船「アセニア」の生存者約300名を救助した。「エスコート」はウエスタンアプローチでの船団護衛や対潜任務に割り当てられた。12月にはロサイスに移り、北海で同様の任務にあたった。1940年1月10日から2月12日までファルマスで修理を行い、その後は再びおなじ任務に従事した。2月25日、「エスコート」と駆逐艦「イングルフィールド」、「イモージェン」は、オークニー諸島の東約90マイルの地点で潜水艦「ナワール」により発見されたドイツ潜水艦「U63」を撃沈した。
4月はじめにノルウェーの戦いが始まると「エスコート」は本国艦隊に移り、4月9日にドイツ艦船探索に北海への出撃が行われると「エスコート」は主力艦の護衛を行った。4月11日に空襲で駆逐艦「エクリプス」が損傷すると、「エスコート」は「エクリプス」をSullom Voeまで曳航した。4月25日からは、ノルウェーのドイツ目標を攻撃する空母「グローリアス」と「アーク・ロイヤル」を護衛した。「エクリプス」は4月27日にグローリアスが給油と航空機の補充のためスカパ・フローに戻った際も同行した。5月11日、ポーランド客船「Chrobry」と衝突し、わずかに損傷。6月26日までは本国艦隊に属してスカパ・フローを拠点とし、それからジブラルタルに向かってH部隊に加わった。ジブラルタルには7月2日に到着した。翌日メルセルケビール海戦に参加。MA5作戦（サルデーニャ島のイタリア飛行場空襲）中、攻撃が中止された後の7月8日に「エスコート」はイタリア潜水艦「グリエルモ・マルコーニ」の攻撃を受け被雷。魚雷はボイラー室の間に幅20フィートの穴を空け、乗員2名が死亡した。ジブラルタルへ向けて曳航されたが、7月11日朝に破孔から大量の浸水が起こり、そのまま沈没。